# Къща на улица „Архиеревс Мелетиос“ № 39 и 41
Къщата на улица „Архиеревс Мелетиос“ № 39 и 41 (на гръцки: Οικία επί της οδού Αρχ. Μελετίου 39 και 41) е къща в град Воден, Гърция.
Къщата е разположена в традиционния квартал Вароша. Представлява двойна братска къща. Изградена е във втората половина на XIX век. В 1987 година като пример за традиционната градска архитектура на XIX век е обявена за паметник на културата.